# Personaggi di Stargate Universe
Elenco dei personaggi della serie televisiva fantascientifica Stargate Universe.

## Alleanza Lucian

### Dannic
Interpretato da Ian Butcher, Dannic è un affiliato all'Alleanza Lucian, membro del gruppo inviato sulla Destiny per catturare la nave stessa.
Dopo l'invasione, Telford e Kiva ebbero uno scontro armato. Nello scontro Kiva morì mentre Telford svenne nel tentativo di trasferire i comandi della nave nella zona controllata dai militari. Dannic, dopo aver trovato i corpi, non sospettò nulla di ciò che Telford stava facendo e, con Varro ferito, prese il comando della spedizione dell'Alleanza. Separò così i prigionieri civili dai prigionieri militari, minacciando i terrestri liberi di uccidere gli ufficiali se non si fossero arresi. In seguito bloccò le entrate della nave, lasciando Scott e Greer all'esterno, rischiando di essere esposti alle radiazioni mortali di una stella. Varro cercò inutilmente di convincere Dannic che non era necessario uccidere i terrestri, suggerendo di lasciarli su un pianeta deserto. Quando Rush minacciò di disattivare gli scudi della Destiny esponendo i membri dell'Alleanza alla morte, Dannic relegò Varro e gli uomini a lui fedeli, favorevoli a trattare con i terrestri, sul pianeta dove aveva segregato i militari prigionieri. Quando, poi, la posizione di Rush si saldò ulteriormente, Dannic cominciò a divenire mentalmente instabile. Vedendo che la condotta di Dannic avrebbe portato alla morte di tutti Ginn gli sparò alla schiena, uccidendolo, prima che potesse lui stesso uccidere Telford.

### Ginn
Interpretata da Julie McNiven, Ginn è un'affiliata all'Alleanza Lucian, membro del gruppo inviato sulla Destiny per catturare la nave stessa. In seguito si unirà all'equipaggio della nave
Ginn nacque su un pianeta controllato dall'Alleanza, dove proibì la coltivazione di grano in modo da far dipendere il pianeta stesso dal cibo procurato dall'Alleanza. Prima dell'attacco alla Destiny, Ginn fu costretta ad arruolarsi nell'Alleanza, sotto la minaccia della morte dei componenti della sua famiglia, e dovette studiare per anni la tecnologia degli Antichi per attivare il nono simbolo dello Stargate.
Durante l'invasione, dopo che Kiva fosse uccisa, Ginn e Varro ebbero fin dall'inizio seri dubbi riguardo alla capacità di leadership di Dannic. Dannic stesso minacciò di ucciderla quando la ragazza dovette far fronte al sabotaggio del dottor Rush, il quale stava trasferendo tutti i comandi alla sua posizione. Quando Ginn si rese conto che le azioni di Dannic avrebbero portato alla morte di tutti, fu costretta ad ucciderlo mentre lui stesso stava per uccidere il colonnello Telford.
Dopo l'invasione, Ginn fu una dei membri della spedizione dell'Alleanza a cui fu concesso di restare a bordo della Destiny e di unirsi all'equipaggio.
Data la sua conoscenza della tecnologia degli Antichi, Camile Wray suggerì che a Ginn fosse dato il compito di collaborare con Eli Wallace nel tentativo di usare l'energia stellare per attivare lo Stargate e collegarsi così con la Terra. Fu in questo periodo che cominciò una relazione con lo stesso Eli.
Quando Ginn si scambiò con Amanda Perry, poté comunicare con il Comando Stargate, dove riferì tutto ciò che sapeva sull'attacco alla Terra da parte dell'Alleanza. Mentre Amanda Perry era nel suo corpo, un altro membro dell'Alleanza, Simeon, la strangolò. Prima di morire, Ginn riferì inoltre che tutte le informazioni sull'attacco erano in possesso di Simeon stesso.
Mentre Chloe stava utilizzando il dispositivo di comunicazione a lunga distanza degli Antichi, la mente di Ginn, intrappolata nel dispositivo dato che il collegamento era stato interrotto dalla morte del suo corpo, finì per errore nel corpo di Chloe. Rush allora decise di scaricare la sua mente nell'interfaccia della Destiny per poterla inviare in un nuovo corpo, in futuro.
In seguito, Eli fu costretto a trasferire Ginn e Perry, anch'essa nella memoria della nave, in quarantena per impedire che esse interferissero con il resto della nave e dessero vita a situazioni pericolose per l'equipaggio. Il compito di Eli fu portato a termine a malincuore e la sua decisione provocò un profondo risentimento di Rush nei suoi confronti.

### Kiva
Interpretata da Rhona Mitra, Kiva è un ufficiale dell'Alleanza Lucian, a capo di un gruppo inviato sulla Destiny per catturare la nave stessa.
Kiva scoprì la vera identità di Telford che si era infiltrato nell'Alleanza come spia doppiogiochista. Sul colonnello usò una tecnologia Goa'uld del lavaggio del cervello, facendolo diventare un agente triplogiochista che passava informazioni utili all'Alleanza stessa.
Nei mesi dopo l'attacco dell'Alleanza alla base Icarus, Kiva guidò un gruppo di invasione per prendere il controllo della Destiny. Il gruppo perse due-terzi dei suoi membri nell'esplosione del pianeta da cui Rush, nel corpo di Telford, aveva attivato lo Stargate. Kiva si ritrovò così ad avere appena una dozzina dei suoi uomini. Con essi, riuscì a prendere il controllo di una parte della nave, ottenendo uno stallo con i militari dell'equipaggio. Questa fase di apparente equilibrio fu rotta quando una stella pulsar vicina cominciò ad emettere radiazioni mortali. Telford trasferì così il controllo degli scudi a Rush, dall'altra parte della nave, avvantaggiando così o membri dell'equipaggio. Kiva scoprì Telford mentre trasferiva i comandi e due ebbero un conflitto a fuoco nel quale Kiva rimase uccisa.

### Simeon
Interpretato da Robert Knepper, Simeon è un affiliato all'Alleanza Lucian, membro del gruppo inviato sulla Destiny per catturare la nave stessa.
Simeon servì con devozione sia Kiva che Dannic e quando Ginn sparò a Dannic stesso, Simeon fu uno degli uomini dell'Alleanza il cui destino fu rimesso alla decisione del colonnello Young.
Dopo l'interrogatorio con Camile Wray, l'IOA concesse a Simeon di rimanere a bordo della Destiny, ritenendo che la sua presenza a bordo potesse essere di qualche utilità al destino della spedizione.
Durante il soggiorno sulla Destiny, Simeon ebbe diversi diverbi con alcuni membri dell'equipaggio, soprattutto con il sergente Greer, e si scandalizzò rendendosi conto che gli altri membri dell'Alleanza, a cui era stato concesso di rimanere come lui a bordo, stessero completamente cooperando con l'equipaggio.
Quando Ginn si scambiò con Amanda Perry per informare il Comando Stargate che Simeon era a conoscenza di tutto sull'attacco alla Terra, Simeon strangolò Amanda, nel corpo di Ginn, perché quest'ultima non lo tradisse. In seguito, fuggì attraverso lo Stargate su un pianeta deserto e quando Rush e altri membri dell'equipaggio lo raggiunsero, vi fu uno scontro armato. Rush vendicò Amanda sparando in testa a Simeon, non prima che quest'ultimo affermasse di averlo dovuto fare per salvare la sua famiglia.

### Varro
Interpretato da Mike Dopud, Varro è un affiliato all'Alleanza Lucian, membro del gruppo inviato sulla Destiny per catturare la nave stessa. A Varro fu concesso di restare a bordo della nave, dopo l'attacco.
Varro fu ferito nei primi scontri e fu curato da TJ. Durante una colluttazione in infermeria, dove Tamara stessa rimase ferita, Varro fu costretto ad uccidere uno dei militari per salvarsi la vita.
Subito dopo, prestò il suo corpo ad un chirurgo terrestre, con il dispositivo di comunicazione a lungo raggio, che cercò di salvare i feriti. In seguito, riuscì a convincere Dannic ad inviare i militari in un pianeta deserto invece di ucciderli. Quando Rush minacciò di uccidere tutti abbassando gli scudi ed esponendo gli uomini a radiazioni mortali provenienti da una pulsar, Varro suggerì di aprire i negoziati con Camile Wray e per questo fu bandito, con gli uomini a lui leali, sul pianeta dove erano stati mandati i militari prigionieri.
Tornato a bordo della Destiny, Varro fu uno dei membri dell'Alleanza che cercò in tutti i modi di appacificare le due fazioni, chiedendo scusa a TJ per essere stato uno dei motivi per cui le ha perso il bambino che portava in grembo.
Quando l'Alleanza Lucian attaccò la Terra, Varro, come esperto di esplosivi, spiegò al senatore Michaels e al dottor Andrew Covel, nei corpi di Camile Wray e Greer, come disinnescare la bomba al Naquadria, presente nel Comando Stargate.
Fu l'aiuto che Varro diede, nel combattere dei predatori su un pianeta visitato dalla spedizione dove morirono tutti gli altri membri dell'Alleanza, che spinse Greer a chiedere al colonnello Young di rimuovere la scorta a Varro, rendendolo di fatto un uomo libero.

## Tau'ri

### Alan Armstrong
Il senatore della California Alan Armstrong, interpretato da Christopher McDonald, è il supervisore politico del progetto del Programma Stargate il cui scopo era quello di attivare il collegamento con una nuova rete di Stargate attraverso il nono simbolo. Alan Armstrong è il padre di Chloe Armstrong
A bordo della Destiny, il senatore decise di sacrificare la propria vita perché gli altri membri della spedizione potessero sopravvivere. Il supporto vitale, infatti, aveva una perdita e tale falla era situata in uno Shuttle della nave. L'unico modo per chiudere la falla era chiudere il portellone dello Shuttle manualmente dall'interno. In questo modo però l'uomo morì per asfissia.

### Adam Brody
Adam Brody è un ingegnere del Programma Stargate, inviato a lavorare nella base Icarus. Adam Brody è interpretato da Peter Kelamis.
Giunto a bordo della Destiny, Brody fu uno dei collaboratori di Rush mentre il dottore cercava di ripara il supporto vitale.
Con qualche difficoltà, Brody tradusse i sistemi di controllo della nave, conoscendo un po' della lingua degli Antichi. Quando fu chiaro che la Destiny avrebbe colliso una stella, Brody fu uno dei prescelti per salvarsi a bordo di uno Shuttle.
Brody impiegò le settimane successive riparando lo Shuttle o operando sui sistemi della nave, quando necessario. Quando la Destiny percorse il viaggio che separava due galassie, Brody passò il tempo preparando un bar per l'equipaggio.
Durante l'attacco dell'Alleanza Lucian, Brody si trovò nella zona libera della nave, con Rush, Chloe e Eli, lavorando agli ordini di Rush stesso.
Quando la Destiny incontra un'altra nave degli Antichi, Brody viene inviato a bordo di quest'ultima per attivare i sistemi e cominciare il trasferimento di energia. Fu in questo periodo che cominciarono i suoi sospetti sulle azioni segrete di Rush, intuendo che egli potesse avere a che fare con le troppo frequenti uscite dalla modalità FTL della nave.
Brody fu uno degli uomini che scoprì il ponte di comando della nave e durante la caccia a Simeon cercò di accedere ai comandi della nave per bloccare l'orologio interno della Destiny.
Durante il periodo di scontri con i droni Berzerker, Brody fu uno degli uomini che riparò la nave dopo le battaglie, permettendo poi alla Destiny di entrare in modalità FTL.
Brody lavorò poi con Eli per mettere in quarantena le menti di Amanda Perry e Ginn e in seguito preparò la sala di stasi per accogliere l'equipaggio della nave.
Quando la Destiny si avvicinò al pianeta Novus, Brody scoprì dai suoi abitanti che, in una linea temporale differente, era finito 2.000 anni indietro nel tempo e sul quel pianeta fondò una nazione chiamata "Futura". In seguito, mentre portava dei rifornimenti su una colonia di Novus, i droni attaccarono e Brody rimase ferito ma sopravvisse.

### Andrew Covel
Il dottor Andrew Covel, interpretato da French Stewart, è il capo dell'équipe scientifica del Comando Stargate.
Fu mandato a bordo della Destiny, nel corpo di Greer, per valutare la missione sulla nave. Egli comprese l'importanza delle scoperte fatte dal dottor Rush ma anche che con le risorse presenti sulla nave non si poteva studiare a pieno queste nuove scoperte. Egli affermò inoltre che l'equipaggio non era contento di dover vivere a bordo della Destiny e che il loro conseguente comportamento stava danneggiando il vascello stesso.
Mentre Covel e la senatrice Michaels erano a bordo della Destiny, i loro corpi furono esposti ad una dose mortale di radiazioni dovute alla presenza di una bomba al naquadria nel Comando Stargate, dopo un attacco dell'Alleanza. Durante l'uscita dalla modalità FTL, i due tornarono temporaneamente nei loro corpi e Covel lesse il valore di radiazioni a cui era esposto su un contatore Geiger. Temendo per la sua vita, Covel sabotò il dispositivo di comunicazione in modo che il collegamento non si interrompesse. Quando Rush scoprì il sabotaggio, aggiustò il dispositivo e Covel e Michaels tornarono sulla Terra dove disattivarono la bomba, dopo aver ricevuto istruzioni da Varro.
Covel presumibilmente morì poco tempo dopo per l'elevata esposizione a radiazioni.

### Jeremy Franklin
Jeremy Franklin è uno scienziato della base Icarus, interpretato da Mark Burgess.
Franklin fu uno degli uomini inviati su un pianeta deserto per recuperare delle risorse per il supporto vitale. Durante il ritorno Greer gli sparò e dovette farsi curare da TJ.
Franklin fu il primo a creare una specie di orto nei laboratori della Destiny dove, con alcune difficoltà iniziali, cominciò a crescere qualche pianta.
Quando il colonnello Young venne processato per il presunto omicidio di Spencer, Rush convinse Franklin a sedersi sull'interfaccia della nave. Non essendo il suo cervello sufficientemente evoluto, Franklin ne subì gli effetti sul suo fisico, diventando catatonico e finendo in coma.
Durante l'attacco dei Nakai, Franklin si svegliò e chiese di essere collegato di nuovo all'interfaccia. In questo modo poté comandare direttamente la nave, ordinandole di entrare in modalità FTL e salvandosi così dai Nakai. In seguito a ciò la nave assorbì la sua coscienza.

### Vanessa James
Vanessa James è un sottotenente della base Icarus, interpretata da Julia Benson. Durante il periodo nella base, inizia una relazione sessuale, tenuta segreta, con Matthew Scott.
James fu uno dei militari inviati a cercare Scott mentre era disperso sul pianeta deserto e fu uno dei quindici membri dell'equipaggio scelti per essere trasferiti su un pianeta quando sembrava inevitabile che la nave si schiantasse contro una stella.
James fu membro della squadra che trovò il relitto della nave spaziale aliena, dove Young in seguito abbandonò Rush, e durante l'attacco dei Nakai salvò due membri dell'equipaggio da un sovraccarico elettrico nei corridoi della Destiny.
Quando Scott, Eli, Chloe e Greer rimasero intrappolati in una caverna, James fece parte della squadra di recupero che però dovette tornare a bordo senza i dispersi della Destiny per non perdere il salto in FTL. Attraverso la rete degli Stargate, il giorno seguente riuscirono a tornare sul pianeta dell'incidente dove trovarono solo Greer, dato che gli altri avevano già attraversato lo Stargate per tentare di raggiungere la nave.
Durante il viaggio tra una galassia e l'altra, il motore FTL si ruppe e James si offrì volontaria per scambiare la mente con la dottoressa Amanda Perry, esperta di motori hyperdrive. Quando il segnale si interruppe però accidentalmente nessuno rimosse dal dispositivo le impronte di James. I Nakai sfruttarono quest'opportunità, impadronendosi del corpo della ragazza e sabotando la nave. James considerò tutto in brutto sogno finché Chloe non l'aiutò a comprendere la realtà.
Durante un'esplorazione, viene infettata da dei microorganismi che provocano allucinazioni. In una di esse, James uccideva Scott dopo aver fatto l'amore assieme. Tamara infine riesce a trovare una cura e curare l'infezione.
Durante l'attacco dell'Alleanza Lucian, fu uno dei membri dell'equipaggio relegati sul pianeta sconosciuto. Dopo l'invasione fu a bordo dello Shuttle, inviato a recuperare rifornimenti, che si schiantò sul pianeta. Tornò sulla Destiny solo dopo che fu disseppellito lo Stargate.
Quando Ginn fu trovata morta, James usò il dispositivo di comunicazione per verificare lo stato di Amanda Perry, la quale si era scambiata con Ginn. Una volta tornata a bordo, riferì che anche Amanda era morta. Fece parte in seguito del gruppo che inseguì Simeon ma rimase ferita al capo per la detonazione di un dispositivo piazzato dallo stesso Simeon.
In una realtà alternativa, tornò con l'equipaggio 2.000 anni indietro, stabilendosi sul pianeta Novus, dove sposò Varro.

### Senatrice Michaels
La senatrice Michaels è la referente al Senato degli Stati Uniti per le missioni fuori-mondo del Programma Stargate, ovvero è il successore del senatore Alan Armstrong. La senatrice è interpretata da Kathleen Quinlan.
Scambiatasi con Camile Wray, Michaels dovete valutare attentamente la situazione a bordo della Destiny. In base alle sue valutazione avrebbe respinto la proposta di creare un'altra base Icarus, cosa che avrebbe richiesto almeno sei mesi. Ella infatti non credeva che l'equipaggio sarebbe durata così tanto. Durante il periodo a bordo della Destiny, la base del Comando Stargate fu attaccata dall'Alleanza Lucian che sganciò su di esso una bomba al Naquadria, pronta a detonare e mortalmente radiativa per chiunque vi si avvicinasse. Venendo a sapere che il suo corpo era stato esposto a tali radiazioni, durante l'uscita della Destiny dalla modalità FTL, la senatrice decise di accettare il suo destino, facendosi attentamente spiegare da Varro come disinnescare la bomba, tornando sulla Terra e disarmando l'ordigno in tempo.
La senatrice probabilmente morì per l'eccessiva dose di radiazioni a cui il suo corpo fu esposto.

### Lisa Park
Lisa Park è una scienziata del Programma Stargate, interpretata da Jennifer Spence, che diviene poi membro dell'equipaggio della Destiny.
Il suo primo compito a bordo della Destiny fu di aiutare Rush nella riparazione del supporto vitale, lavorando con Brody.
Park fu tra le persone scelte per evacuare la nave quando sembrava che la Destiny dovesse impattare con una stella. A pericolo scampato fu tra i tecnici che ripararono le tute da camminata spaziale degli Antichi.
Per via dello stress della sua nuova vita, Park ebbe relazioni sessuali con quattro uomini, tra cui il sergente Greer.
In una prima linea temporale, Park fu uccisa dagli insetti giganti del pianeta-giungla durante un'esplorazione. In una seconda linea temporale, assiste TJ nella cura delle persone infettate mentre nella terza, la nostra, tutti ricevono la cura in tempo.
Park fu una degli scienziati che dovettero riparare la nave quando fu attaccata, sia dai Nakai che dall'Alleanza. Fece inoltre parte degli ammutinati contro i militari e collaborò con i due Rush, quando il Rush del futuro usò lo Stargate per tornare indietro e avvertire l'equipaggio della loro possibile futura morte.
Mentre cercava di salvare le piante che aveva coltivato nei laboratori, a rischio a causa del troppo calore che sprigionava una supernova su cui la Destiny si stava ricaricando, Park fu colpita da radiazioni che le causarono la cecità. Nonostante Rush disse che era temporanea, quando l'equipaggio fu costretto ad entrare in stasi Park non aveva ancora riacquistato la vista.

### Amanda Perry
Amanda Perry è una scienziata del Programma Stargate esperta dei motori hyperdrive. Amanda è interpretata da Kathleen Munroe.
Come esperta nel suo settore, Rush richiese la sua presenza a bordo della Destiny per riparare il motore FTL danneggiato da un sabotaggio. Per fare ciò si scambiò con il dispositivo di comunicazione con Vanessa James. James però non riuscì a sopportare di restare a lungo nel corpo tetraplegico di Amanda e il collegamento fu interrotto. In seguito Camile Wray si offrì volontaria e Amanda poté completare il suo lavoro.
Quando Rush e Young rimasero intrappolati in un'altra nave, Rush richiese l'aiuto di Amanda che stavolta si scambiò con Ginn. Rush guidò Amanda fino al ponte della Destiny, di cui solo lui conosceva l'esistenza, da dove avrebbe potuto far virare la nave e tornare indietro per salvare Young e Rush stesso. Una volta salvati Amanda venne uccisa da Simeon per impedire che Ginn informasse il Comando Stargate sull'attacco imminente alla Terra.
La mente di Amanda però rimase nel dispositivo di comunicazione dato che la morte fisica era avvenuta mentre il collegamento era attivo. Amanda in seguito si manifestò nel corpo di Chloe mentre era collegata al dispositivo. Rush allora decide di scaricare la mente di Amanda e Ginn, manifestatasi anch'essa, nella memoria della Destiny perché in futuro potesse essere scaricata in un nuovo corpo.

### Hunter Riley
Il sergente Hunter Riley è un membro della base Icarus e in seguito dell'equipaggio della Destiny, interpretato da Haig Sutherland.
Riley era il tecnico controllore della sala di controllo dello Stargate della base Icarus e per questo motivo lo fu anche a bordo della Destiny. Assieme ad altri scienziati, scoprì e tarò, per la tecnologia terrestre, un dispositivo degli Antichi in grado di ricaricare gli strumenti elettronici senza l'uso di cavi elettrici.
Mentre riparava una perdita di liquido di raffreddamento, ebbe un incidente che gli causò delle ferite che lo tennero fuori servizio per diverso tempo, tornando quando Eli, Scott, Chloe e Greer rimasero intrappolati in una caverna.
Riley difese la nave durante l'attacco dell'Alleanza Lucian ma fu catturato dagli invasori. Mentre era prigioniero un militare dell'equipaggio tentò di sopraffare una guardia e nella colluttazione vennero sparati diversi colpi che ferirono TJ e Riley stesso. In seguito fu curato e relegato con gli altri prigionieri su un pianeta per tornare quando l'equipaggio libero riprese il controllo della nave.
Poco dopo l'invasione, Riley è uno dei membri dell'equipaggio inviati con lo Shuttle su un pianeta per trovare rifornimenti. Durante il rientro lo Shuttle ha un guasto e si schianta sulla superficie. Riley rimane schiacciato nei rottami e conscio che i suoi compagni non possono liberarlo comprese che sarebbe morto con molta sofferenza così chiese a Young di mettere fine alle sue sofferenze.

### Spencer
Il sergente Spencer è un militare della base Icarus e in seguito dell'equipaggio della Destiny, interpretato da Josh Blacker.
Il primo compito di Spencer a bordo della nave fu di fare un inventario delle risorse in loro possesso ma quando fu scoperto a rubare del cibo dal bar fu rinchiuso, per punizione, in una stanza adibita dall'equipaggio a cella.
Quando la Destiny era in rotta di collisione con una stella, Spencer non fu pescato nella lotteria per imbarcarsi sullo Shuttle e salvarsi. Preso dalla paura, tentò di fomentare una rivolta contro il colonnello Young ma Greer, anch'egli tra gli esclusi, riuscì a fermarlo prima che potesse perdere completamente il controllo.
Il nervosismo e l'apprensione si fecero sentire ancora, soprattutto quando fu individuato una pianta simile a Icarus che la nave avrebbe raggiunto in un anno di viaggio. Spencer avrebbe sfogato la sua rabbia su Franklin se Young non fosse intervenuto tempestivamente.
Quando una mattina Spencer non si presentò a fare rapporto, Greer entrò nel suo alloggio e lo trovò morto. Nonostante sembrasse inizialmente che fosse stato Young ad ucciderlo, Eli dimostrò ben presto che una kino aveva ripreso il suicidio di Spencer, scagionando così lo stesso Young.

### Dale Volker
Il dottore Dale Volker è un astrofisico della base Icarus e in seguito membro dell'equipaggio della Destiny, interpretato da Patrick Gilmore.
Inizialmente Volker dovette fare un inventario delle risorse che l'equipaggio della Destiny era riuscito a portare a bordo della nave. In seguito, Young gli chiese di assistere Rush nel risolvere il problema energetico della Destiny, compito che Volker accettò nonostante fosse riluttante a dover lavorare assieme a Rush.
In una linea temporale alternativa, Volker giunse con parte della spedizione su un pianeta-giungla dove viene infettato da una infezione che lo porta alla morte. In una seconda linea temporale, conseguenza della prima, muore nello stesso modo mentre, in una terza, si salva, come il resto dell'equipaggio.
Volker fu uno dei membri dell'equipaggio che tentò di craccare l'interfaccia della Destiny e in seguito fu inviato con un gruppo di esplorazione che scoprì il relitto di una astronave aliena. Fece anche parte del gruppo inviato a salvare Eli, Scott, Chloe e Greer quando rimasero intrappolati su un pianeta.
Durante l'attacco dell'Alleanza Lucian, Volker usò il dispositivo di comunicazione per scambiare corpo con il dottor Ziegler, il medico che curò i feriti.
Poco tempo dopo, Volker manifestò un problema di pressione alta a Tamara. Dopo alcune analisi fu chiaro che Volker soffriva di una malattia renale e che non si poteva fare altro che un trapianto. Greer si offrì volontario per il trapianto quando scoprì di essere compatibile e TJ, in aiuto ad un chirurgo venuto dalla Terra con il dispositivo di comunicazione, riuscì a portare a termine l'operazione.

### Emily Young
Emily Young, interpretata da Ona Grauer, è stata per due anni la moglie del colonnello Young.
Tra Emily e il marito vi furono diversi contrasti soprattutto perché Young metteva prima del matrimonio la sua carriera e per la relazione extraconiugale che il colonnello aveva con TJ. Durante la permanenza a bordo della Destiny, Young usò il dispositivo di comunicazione a lungo raggio per poter andare a trovarla, cercando di risanare i loro rapporti.
Durante una di queste visite, con il corpo di Telford, i due sposi ebbero un rapporto sessuale ma, per via del salto della Destiny in FTL, Telford e Young tornarono per pochi istanti nei loro corpi, permettendo a Telford di capire che Young aveva usato il suo corpo non solo per fare visite alla moglie. Poco tempo dopo, il vero Telford si presentò a casa della donna ma le sue intenzioni non sono chiare.
Pochi mesi dopo, Emily chiese il divorzio al colonnello.